# Pleuromamma piseki
Pleuromamma piseki är en kräftdjursart som beskrevs av Farran 1929. Pleuromamma piseki ingår i släktet Pleuromamma och familjen Metridinidae. Inga underarter finns listade i Catalogue of Life.